# Трифонов, Игорь Владимирович
Игорь Владимирович Трифонов (род. 3 мая 1988 года, Реутов, Московская область, РСФСР, СССР) — российский политический и государственный деятель. Глава городского округа Королёв с 9 ноября 2021 года.

## Биография
Игорь Владимирович Трифонов родился 3 мая 1988 года в городе Реутов, Московской области.
В 2011 году окончил Московский государственный технический университет имени Н.Э. Баумана по специальности «Комплексное обеспечение информационной безопасности автоматизированных систем».
В 2014 году прошёл профессиональную переподготовку в Российской академии народного хозяйства и государственной службы при Президенте Российской Федерации для приобретения квалификации «Специалист по государственному и муниципальному управлению MPA» и «Специалист по государственному и муниципальному управлению — DPA».
В 2016 году прошёл обучение повышения квалификации в Institute of Financial Accountants по программам «Международные стандарты финансовой отчётности» и «Финансовый менеджмент».
В настоящее время проходит обучение на площадке Московской школы управления «СКОЛКОВО» в рамках образовательного проекта для 100 крупнейших городов Российской Федерации по образовательной программе Master of Public Administration.
С 2005 по 2014 гг. — специалист, главный эксперт, заместитель начальника отдела, начальник информационно-аналитического отдела в Администрации города Реутов Московской области.
С 2014 по 2021 гг. — заместитель руководителя Администрации городского округа, заместитель руководителя Администрации городского округа — начальник информационно-аналитического управления, заместитель главы Администрации городского округа, первый заместитель главы Администрации городского округа Королёв Московской области.
С 9 ноября 2021 года — глава городского округа Королёв.

## Личная жизнь
Игорь Трифонов женат. Воспитывает сына.

## Награды
Трифонов награждён:
- В 2019 году Благодарственным письмом Московской областной Думы за большой вклад в развитие предпринимательской деятельности на территории Московской области и в связи с Днём российского предпринимательства;
- Юбилейной медалью «90 лет Московской области»;
- Почётным знаком городского округа Королёв Московской области «Серебряный герб городского округа Королёв»;
- В 2021 году почётной грамотой Губернатора Московской области за многолетнюю плодотворную деятельность в органах местного самоуправления и значительный вклад в социально-экономическое развитие городского округа Королёв Московской области.